# ディスカバー・ジャパン
ディスカバー・ジャパン（DISCOVER JAPAN）とは、日本国有鉄道（国鉄）が個人旅行客の増大を目的に1970年から始めたキャンペーン。個人旅行の拡大や女性旅行者の増加などの社会情勢の変化とマッチし、キャンペーンとしては成功したとみなされている。キャンペーンの副題は「美しい日本と私」。

## 経緯

### 背景
国鉄は、1964年10月1日に東海道新幹線を完成させて東京 - 大阪間の輸送力を強化し、4年後の1968年10月1日のダイヤ改正（ヨンサントオ）で在来線の輸送網強化を一応完成させた。1970年3月から9月に開催された日本万国博覧会（大阪万博）では、この国鉄輸送網が活躍して大量の乗客を輸送した。全国から会場のある大阪へ旅行した人のうち国鉄の利用者は2,200万人で、そのうち新幹線を利用した人は900万人に上った。大阪万博は今まで団体旅行しか経験しなかった多数の日本国民の目を、個人旅行に向けさせるきっかけとなった。国鉄は1970年10月に万博終了後の旅客確保対策として、個人旅行拡大キャンペーン「ディスカバー・ジャパン」を開始した。

### キャンペーン開始
キャンペーンの計画が立てられ始めたのは開始の約1年前、すなわち大阪万博の約半年前だという。
そして、キャンペーンは万博終了の1ヵ月後の10月14日（鉄道の日）から始まった。従来のキャンペーンは特定地域に絞ったものが多かったが、「ディスカバー・ジャパン」は「日本を発見し、自分自身を再発見する」をコンセプトに、全国的に進められた。このキャンペーンは広告代理店の電通が全面的にプロデュースを行い、副題も含めたキャンペーン名も電通の創案による。当時電通でこのキャンペーンを企画した藤岡和賀夫によると、コンセプトとしては「ディスカバー・マイセルフ」であったが、「マイセルフ」の部分の表現として「美しい日本と私」という副題が出てきたという。このフレーズが、川端康成のノーベル文学賞受賞記念講演「美しい日本の私」に似ていることに気づいた藤岡は、川端にキャンペーンでこのフレーズを使うことを打診したところ、快諾された上にポスターに使う揮毫までもらうことができた。また当初副題は三島由紀夫に依頼したが断られたという。
藤岡の回想では、開始当初このキャンペーンの名前に関しては「国鉄がなぜ英語を使うんだ」といった非難や、アメリカで1967年に実施された「ディスカバー・アメリカ」という国内旅行を促すキャンペーンの二番煎じなどといった批判があったという。
このキャンペーンは 車内や駅のポスター以外に種々のメディアでも宣伝された。駅スタンプはそれまで特定観光地にしか設置されていなかったが、このとき設置駅を1400に増やした。その他にも機関紙の発行、新聞での特集記事、テレビ番組の設定などが、キャンペーンを盛り上げるために実行された。
主要30駅（上野駅や東京駅など）の駅前には、3年間の期間限定で「ディスカバー・ジャパン・タワー」が設置された。日立製作所のカラーテレビキドカラーの宣伝列車「日立ポンパ号」は、「ディスカバー・ジャパン」のキャンペーンと連動した。
国鉄は万博輸送が終了した後に利用者の減少を危惧していたが、昭和46年度の輸送人キロは万博のあった昭和45年度を若干上回り、収入も45年度に対して2％増加した。

### テレビ番組
キャンペーン開始と同時の10月に、国鉄提供によるテレビ紀行番組『遠くへ行きたい』が始まった。これは永六輔が一人で日本全国を旅して、各土地の名所紹介や住民とのふれあいをテーマにした番組だった。永六輔が作詞した同名の主題曲とともに当時の国民の旅行への憧憬をさそった。

### ミニ周遊券の設定
それまでの周遊券は「周遊指定地を2箇所以上回るオーダーメイド版：有効期間1か月」、「北海道や九州などの広域をまわるレディメイド版：有効期間最大20日、名称『一般用均一周遊乗車券』」等があった。しかしオーダーメイド版は条件が複雑で一般客向きではなく、またレディメイド版は範囲が大きすぎて小旅行には向かないものであった。「ディスカバー・ジャパン」開始と同時に、レディメイド版の周遊範囲を限定して、安価・短期間の旅行に適したミニ周遊券が設定された。同時に従来のレディメイド版はワイド周遊券と改称された。

### キャンペーンの推移
1972年の山陽新幹線岡山開業、1975年の同線博多開業と国鉄の新幹線網が延びていき、在来線においても1972年にエル特急が登場するなど、特急列車が大幅に増発された。当時は地方空港や高速道路網の整備はまだ進んでおらず、マイカーの普及もまだ発展途上だったこともあり、国内旅行者の多くは国鉄を利用していた。
またキャンペーンの始まりと時を同じくして、1970年3月に女性向けのファッション雑誌『an・an』、1971年5月に同『non-no』が創刊された。両誌は各地の小京都や倉敷・萩などのシックな町並み、中山道の静かな宿場（妻籠宿・馬籠宿など）をファッションモデルが訪れる形式で紹介して、若い女性の個人旅行スタイル「アンノン族」を生み出した。各観光地には小グループの女性客が多く来訪するようになり、観光地は女性をターゲットとした街造りを意識するようになった。「ディスカバー・ジャパン」のキャンペーンは第1次オイルショック（第1次石油危機）を経ながら、1976年12月まで続けられた。『an・an』のモデルでもあった秋川リサは後に、「気ままな旅のリサでございます」という全国の周遊券のテレビCMに登場した。なお、批評家の山崎昌夫や写真家の中平卓馬などによるキャンペーンを批判する動きもあった。

## 先行・後続のキャンペーン
同じ1970年の、3月に始まった富士ゼロックス（現:富士フイルムビジネスイノベーション）のキャンペーン「モーレツからビューティフルへ」も、藤岡和賀夫が手がけていたものだった。1970年の同社の広告には「ディスカバー・ゼロックス」というのもあった。
直前の1970年9月頃、「Make Your Country 東北」というキャンペーンが実施され、首都圏の国鉄列車内に4枚組のポスターが掲示された。英語を含むタイトル、女性モデルの使用、場所の不明さ、国鉄の文字の小ささといった「ディスカバー・ジャパン」初期ポスターとの類似点があった。一方で、国鉄本社旅客局ではなく首都圏本部の事業であり、代理店も電通ではなく、制作者も初期のメンバーとは異なるなどの点もある。初代の旅客局サービス課長・佐々木峻一による「キャンペーンの下地のような形で」という証言もあり、テスト版という位置づけとも捉えられる。
アンノン族に代表される女性客が増えるにつれ、国鉄のキャンペーンも女性を重視していった。1977年1月6日に始まった「一枚のキップから」は長続きしなかったが、1978年11月4日には山口百恵が歌う『いい日旅立ち』をキャンペーンソングとした「いい日旅立ち DISCOVER JAPAN 2」が始まった。また1980年には国鉄全線完乗を目指す「いい旅チャレンジ20,000km」が始まった。
1980年を過ぎると、国鉄の累積赤字が社会的に大きな問題となりはじめ、労使間の紛争も多発するようになった。さらに航空網や高速道路網の整備の進捗や、モータリゼーションに伴うマイカーの普及に加え、国鉄運賃・料金の値上げが毎年のように行われたこともあり、私鉄や航空機、自動車などに対する競争力が低下し、俗に「国鉄離れ」と呼ばれる現象が起きるようになった。さらには航空機の大型化などに伴う国際線航空運賃の相対的な低下によって海外旅行に行く者も増加していった。そのような状況下で、国鉄は赤字ローカル線（特定地方交通線）の廃止・経営移管を進めるようになり、このような大型キャンペーンも下火になっていった。

### その後
1984年、国鉄は「エキゾチック・ジャパン」のキャンペーンを開始した。これは国鉄分割民営化が不可避な情勢となる中、最後の起死回生策として、郷ひろみが歌う『2億4千万の瞳』（歌詞に前記のキャッチフレーズが含まれる）をキャンペーンソングとした新たな取り組みであった。そのキャンペーンは1987年の国鉄分割民営化まで続けられたが、分割民営化後JR各社によって行われた様々なキャンペーンの下地を作った。
なお、2008年時点では西日本旅客鉄道（JR西日本）が「DISCOVER WEST」（ディスカバー・ウエスト）という、「ディスカバー・ジャパン」をもじったキャンペーンを実施している。
「Japanese Beauty ホクリク」（JR東日本・JR西日本・JR東海）の2006年のポスターは、「ディスカバー・ジャパン」のNO.4のポスターと同じく、金沢にある俵屋の店先を撮影地に女性モデル2人が写る構図のものだった。

## 関連図書
- 『華麗なる出発 ディスカバー・ジャパン』藤岡 和賀夫 （著） 毎日新聞社 1972年
- 『藤岡和賀夫全仕事 第一巻 ディスカバー・ジャパン』藤岡 和賀夫 （著） PHP研究所 ISBN 4569221599 1987年
- 『プロデューサー藤岡和賀夫 第一巻 ディスカバー・ジャパン』藤岡 和賀夫 （著） 電通 ISBN 9784885530289 1991年（※1987年PHP研究所版の再刊）
- 『あっプロデューサー―風の仕事30年』藤岡 和賀夫 （著） 求龍堂 ISBN 4763000233 2000年
- 『「ディスカバー・ジャパン」の時代』森彰英 （著） 交通新聞サービス ISBN 9784330918075 2007年
- 『DISCOVER JAPAN 40年記念カタログ』藤岡 和賀夫 （編著） PHP研究所 ISBN 9784569792309 2010年
- 『新幹線と日本の半世紀』近藤正高 （著）交通新聞社新書023 ISBN 978-4-330-18110-3 2010年
- 『ディスカバー、ディスカバー・ジャパン 「遠く」へ行きたい』図録 （著） 東京ステーションギャラリー 2014年